# Deutscher Sprachpreis
Der Deutsche Sprachpreis wird jährlich von der Henning-Kaufmann-Stiftung für die deutsche Sprache vergeben. Mit dem Preis werden „sorgfältiger Sprachgebrauch und gutes und verständliches Deutsch“ gewürdigt. Er wurde 1978 von dem Gymnasiallehrer und Namenforscher Henning Kaufmann (1897–1980) gestiftet und belohnte ursprünglich die „Pflege der Reinheit der deutschen Sprache“.
Der Preis ist mit 10.000 Euro dotiert (bis 2001 mit 15.000 DM, bis 2003 mit 7.500 Euro; 2021 und 2022 mit 5.000 Euro). Er wurde zumeist an Personen aus den Bereichen Literatur und Literaturwissenschaft, Sprachwissenschaft sowie Sprechkunst/Rezitation vergeben, gelegentlich aber auch an Institutionen wie das Goethe-Institut. Der Deutsche Sprachpreis wurde ab 1984 bis 1990 in Wolfenbüttel vergeben. Bis 2018 war Weimar der Ort der Preisvergabe, 2021 wurde der Preis in Wittenberg, seit 2022 wird er in Kassel verliehen.
Der aktuelle Vorstand der Henning-Kaufmann-Stiftung besteht aus dem Sprachwissenschaftler Helmut Glück als Sprecher, der Sprachwissenschaftlerin Jessica Ammer und dem Bürgermeister a. D. Bertram Hilgen.

## Preisträger
- 1984: Hans-Martin Gauger
- 1985: Martin Wagenschein
- 1986: die Arbeitsstellen für die Neubearbeitung des Grimmschen Wörterbuchs bei der Akademie der Wissenschaften der DDR (Berlin) und der Akademie der Wissenschaften zu Göttingen
- 1987: Will Quadflieg
- 1988: Hans Wollschläger
- 1989: eine Gruppe rumäniendeutscher Schriftsteller: Herta Müller, Gerhardt Csejka, Helmuth Frauendorfer, Klaus Hensel, Johann Lippet, Werner Söllner, William Totok, Richard Wagner
- 1990: Uwe Pörksen
- 1991: Georges-Arthur Goldschmidt
- 1992: nicht vergeben
- 1993: nicht vergeben
- 1994: das Goethe-Institut zur Pflege der deutschen Sprache im Ausland und zur Förderung der internationalen kulturellen Zusammenarbeit, München
- 1995: Hans Hattenhauer
- 1996: Peter Eisenberg
- 1997: Wulf Kirsten
- 1998: Dorothea Kuhn
- 1999: Walter Krämer
- 2000: Peter von Polenz
- 2001: Theodor Ickler
- 2002: Karl Heinz Bohrer
- 2003: das Streiflicht der Süddeutschen Zeitung
- 2004: Peter von Matt
- 2005: Heike Schmoll
- 2006: Dieter Henrich
- 2007: Charles Linsmayer, der Mitbegründer des Literaturhauses Basel (für seinen „vielfältigen Einsatz für die deutsche Sprache in der Schweiz“)
- 2008: Blanche Kommerell, da sie als Professorin an der Universität Witten/Herdecke ihre Studenten dazu befähige, „die Schönheit literarischer Texte zu entdecken, selbst zu sprechen und darzustellen“.
- 2009: Konrad Adam
- 2010: Norbert Miller
- 2011: Gustav Seibt
- 2012: Rüdiger Görner
- 2013: Oskar Reichmann
- 2014: Konrad Ehlich
- 2015: Katharina Raabe
- 2016: Gerhard Stadelmaier
- 2017: Rosemarie Tietze
- 2018: Josef Kraus
- 2019: nicht vergeben
- 2020: nicht vergeben
- 2021: Ralph Dutli (Dotierung 5000 Euro)
- 2022: Daniela Danz
- 2023: Bodo Wartke (Dotierung 10000 Euro)
- 2024: Reclam-Verlag
- 2025: Matthias Brandt